# Kaitaia
Kaitaia – miasto w Nowej Zelandii, składające się z 2 części: Kaitaia West (nieco większej, liczącej 3099 osób) i Kaitaia East (1821 osób). Położone w północno-zachodniej części Wyspy Północnej, w regionie Northland, liczące łącznie 4920 mieszkańców(dane spisowe: XII 2013 r.).